# Ferdinando Crespi
Pour les articles homonymes, voir Crespi.
Ferdinando Crespi, né à Bologne en 1709 et mort en 1754 dans la même ville, est un peintre miniaturiste néo-classique italien.

## Biographie
Ferdinando Crespi naît en 1709,. Il est le fils du peintre et graveur Giuseppe Maria Crespi, qui a aussi eu Carlo Antonio Crespi et Luigi Crespi, tous deux devenus peintres,,. Sa mère est Giovanna Cuppini,.
Il devient peintre de miniature et reproduit très bien les plans de son père,,.
Ferdinando rejoint les Franciscains en 1744 et prend le nom de religion de frère Danielle da Bologna,,. Il meurt en 1754 au couvent de l'Abrenunzia, dans le diocèse de Nonantola,.

## Œuvres
Dans l'oratoire San Bartolomeo di Reno (en), il peint un San Vincenzo Ferreri dans la première chapelle, d'après un original de son père.